# Komunitní dům (Čerčany)
Komunitní dům je unikátní ekumenická stavba, která od roku 2010 vzniká ve středočeských Čerčanech. Půjde o kostel propojený se stávajícím hospicem, který však nebude pouze místem bohoslužeb, ale zároveň nabídne prostory pro kulturní, hudební či vzdělávací programy.
Kostel bude zasvěcen Nejsvětější Trojici a sloužit bude třem církvím: římskokatolické, českobratrské evangelické a husitské. „V Evropě je časté, že kostely nejsou uzavřené jinému vyznání. U nás to bude mimořádný případ," uvedl autor návrhu, architekt Michael Klang. Symbolika čísla 3 se odrazí i ve vzhledu kostelní věže, která je plánována jako trojboká. Jde navíc o první kostel, který se ve Středočeském kraji staví po více než 80 letech.
Plánován je pro 60 lidí a měl by mít i prostor pro deset pacientů na lůžku. Bude propojený přímo s budovou hospice, aby pacienti nemuseli chodit ven.
V přízemí (na stejné úrovni s hospicem) je navržen vlastní kostel. Kromě sakristie a sociálního zázemí se zde má nacházet kancelář a učebna. Pro komunitní využití je plánován hlavně suterén, kde by měl být víceúčelový sál, který pojme až 150 lidí. Je však zamýšlen spíše pro menší akce do 50 osob, pro které v Čerčanech a okolí nejsou vhodné prostory. 
V prvním patře komunitního domu je navržen dvoupokojový byt pro faráře nebo správce, ve druhém patře dvě garsoniéry pro dobrovolníky, stážisty, zaměstnance hospice nebo starší kněze.
Náklady na výstavbu Komunitního domu se mají pohybovat kolem 50 milionů korun. Občanské sdružení Tři, které provozuje hospic, je postupně získává od dárců.